# サハマ山
サハマ山（Mt. Sajama）は、ボリビアにある、南アメリカ大陸の山である。ボリビア西部のオルロ県にあり、ボリビアの最高峰である。また、サハマ山を含む一帯は、サハマ国立公園に指定されている。

## 概要
サハマ山は、チリの国境から20km程度のところにある。活火山とされているが最後に噴火したのがいつであるかは定かではない。

## ヒトとの関わり
- 1927年にジョセフ・プレムにより北西側より登頂が試みられたが、6,200mほどのところで断念。彼は後の1939年にピエロ・ジグリオネと共により難しい南東側からの登頂を成功させた。
- 2001年8月2日、サハマ山頂でサッカーの試合が行なわれた[2]。「サハマクラブ」対「ラパス山岳ガイド協会」の間で行なわれた試合は、20分ハーフで行なわれ、3対3の同点であったという。この試合のために彼らはゴールポスト用の棒を担いで登山した。おそらく世界最高所のサッカー試合記録であろう。
- 2007年7月12日には、ボリビアの現役大統領であるエボ・モラレスがサハマ山頂でサッカーを行なった[3]。これはラパス市にあるエルナンド・シレス競技場がFIFAにより公認競技場から外されたことに対する抗議の一環であった。